# Copa de la AFC 2009
La Copa de la AFC del 2009 fue la 6.ª edición del segundo torneo de fútbol más importante a nivel de clubes de Asia organizado por la AFC. En esta edición se reinventó con el formato de la Liga de Campeones de la AFC, con lo que los clasificados eran de diferentes asociaciones miembros de la AFC.
El Al Kuwait de Kuwait venció en la final al Al Karamah de Siria para ser campeón por primera ocasión.

## Participantes por asociación
| Zona Oeste Asiático | Zona Oeste Asiático    | Zona Oeste Asiático | Zona Oeste Asiático  | Zona Oeste Asiático  | Zona Oeste Asiático  | Zona Oeste Asiático | Zona Oeste Asiático |
| Asociación          | Asociación             | Puntos              | AFC Champions League | AFC Champions League | AFC Champions League | AFC Cup             | AFC President's Cup |
| Asociación          | Asociación             | Puntos              | Fase de Grupos       | Ronda Play-Off       | Ronda Previa         | Fase de Grupos      | Fase de Grupos      |
| ------------------- | ---------------------- | ------------------- | -------------------- | -------------------- | -------------------- | ------------------- | ------------------- |
| 1                   | Arabia Saudíta         | 365                 | 4                    |                      |                      |                     |                     |
| 2                   | Emiratos Árabes Unidos | 356                 | 3                    | 1                    |                      |                     |                     |
| 3                   | Irán                   | 340                 | 4                    |                      |                      |                     |                     |
| 4                   | Uzbekistán             | 289                 | 2                    |                      |                      | 1                   |                     |
| 5                   | Catar                  | 270                 | 2                    |                      |                      |                     |                     |
| 6                   | India                  | 202                 |                      | 1                    |                      | 1                   |                     |
| 7                   | Líbano                 | -                   |                      |                      |                      | 2+1                 |                     |
| 8                   | Baréin                 | -                   |                      |                      |                      | 2                   |                     |
| 9                   | Irak                   | -                   |                      |                      |                      | 2                   |                     |
| 10                  | Jordania               | -                   |                      |                      |                      | 2                   |                     |
| 11                  | Kuwait                 | -                   |                      |                      |                      | 2                   |                     |
| 12                  | Omán                   | -                   |                      |                      |                      | 2                   |                     |
| 13                  | Siria                  | -                   |                      |                      |                      | 2                   |                     |
| 14                  | Yemen                  | -                   |                      |                      |                      | 2                   |                     |
| 15                  | Bután                  | -                   |                      |                      |                      |                     | 1                   |
| 16                  | Kirguistán             | -                   |                      |                      |                      |                     | 1                   |
| 17                  | Nepal                  | -                   |                      |                      |                      |                     | 1                   |
| 18                  | Pakistán               | -                   |                      |                      |                      |                     | 1                   |
| 19                  | Sri Lanka              | -                   |                      |                      |                      |                     | 1                   |
| 20                  | Tayikistán             | -                   |                      |                      |                      |                     | 1                   |
| 21                  | Turkmenistán           | -                   |                      |                      |                      |                     | 1                   |
| 22                  | Afganistán             | -                   |                      |                      |                      |                     | 0                   |
| 23                  | Palestina              | -                   |                      |                      |                      |                     | 0                   |
| Total Participantes | Total Participantes    | Total Participantes | 15                   | 2                    | 0                    | 19+1                | 7                   |
| Total Participantes | Total Participantes    | Total Participantes | 17                   | 17                   | 17                   | 20                  | 7                   |

- El perdedor de la Ronda de Play-Off de la Liga de Campeones de la AFC pasaron a la fase de grupos de la AFC
- Líbano era elegible para la Liga de Campeones de la AFC por tener al subcampeón vigente de la Copa pero no tenía las licencias requeridas por lo que su cupo extra pasó a la Copa AFC
- Baréin era elegible para la Liga de Campeones de la AFC por tener al campeón vigente de la Copa pero no tenía las licencias requeridas por lo que su cupo pasó a la Copa AFC
- Afganistán y Palestina eran elegibles para la Copa Presidente de la AFC pero desistieron su participación
- Bután geográficamente pertenece a la Zona Este

| Zona Este Asiático  | Zona Este Asiático  | Zona Este Asiático  | Zona Este Asiático   | Zona Este Asiático   | Zona Este Asiático   | Zona Este Asiático | Zona Este Asiático  |
| Asociación          | Asociación          | Puntos              | AFC Champions League | AFC Champions League | AFC Champions League | AFC Cup            | AFC President's Cup |
| Asociación          | Asociación          | Puntos              | Fase de Grupos       | Ronda Play-Off       | Ronda Previa         | Fase de Grupos     | Fase de Grupos      |
| ------------------- | ------------------- | ------------------- | -------------------- | -------------------- | -------------------- | ------------------ | ------------------- |
| 1                   | Japón               | 470                 | 4                    |                      |                      |                    |                     |
| 2                   | República de Corea  | 441                 | 4                    |                      |                      |                    |                     |
| 3                   | China               | 431                 | 4                    |                      |                      |                    |                     |
| 4                   | Australia           | 343                 | 2                    |                      |                      |                    |                     |
| 5                   | Indonesia           | 296                 | 1                    | 1                    |                      |                    |                     |
| 6                   | Singapur            | 279                 |                      |                      | 1                    | 1                  |                     |
| 7                   | Tailandia           | 221                 |                      |                      | 1                    | 1                  |                     |
| 8                   | Vietnam             | 191                 |                      |                      |                      | 2                  |                     |
| 9                   | Hong Kong           | -                   |                      |                      |                      | 2                  |                     |
| 10                  | Malasia             | -                   |                      |                      |                      | 2                  |                     |
| 11                  | Maldivas            | -                   |                      |                      |                      | 2                  |                     |
| 12                  | Bangladés           | -                   |                      |                      |                      |                    | 1                   |
| 13                  | Birmania            | -                   |                      |                      |                      |                    | 1                   |
| 14                  | Camboya             | -                   |                      |                      |                      |                    | 1                   |
| 15                  | Taiwán              | -                   |                      |                      |                      |                    | 1                   |
| 16                  | Brunéi Darussalam   | -                   |                      |                      |                      |                    | 0                   |
| 17                  | Filipinas           | -                   |                      |                      |                      |                    | 0                   |
| 18                  | Guam                | -                   |                      |                      |                      |                    | 0                   |
| 19                  | Laos                | -                   |                      |                      |                      |                    | 0                   |
| 20                  | Macao               | -                   |                      |                      |                      |                    | 0                   |
| 21                  | Mongolia            | -                   |                      |                      |                      |                    | 0                   |
| 22                  | RPD Corea           | -                   |                      |                      |                      |                    | 0                   |
| 23                  | Timor Oriental      | -                   |                      |                      |                      |                    | 0                   |
| Total Participantes | Total Participantes | Total Participantes | 15                   | 1                    | 2                    | 10+2               | 4                   |
| Total Participantes | Total Participantes | Total Participantes | 18                   | 18                   | 18                   | 12                 | 4                   |

- Los dos perdedores de la Ronda de Play-Off y Ronda Previa de la Liga de Campeones de la AFC pasaron a la fase de grupos de la AFC
- Vietnam era elegible para la Liga de Campeones de la AFC pero no tenía las licencias requeridas por lo que su cupo pasó a la Copa AFC
- Brunéi Darussalam, Filipinas, Guam, Laos, Macao, Mongolia RPD Corea y Timor Oriental eran elegibles para la Copa Presidente de la AFC pero desistieron su participación
- Maldivas geográficamente pertenece a la Zona Oeste

## Clasificados
Lista de participantes de la competición:
| Asia Occidental    | Asia Occidental                                                                                       |
| Club               | Clasificación                                                                                         |
| ------------------ | --- |
| Al-Muharraq1       | Campeón defensor Campeón de la Bahraini Premier League 2007/08 Ganador de la Bahraini King's Cup 2008 |
| Busaiteen          | Subcampeón de la Bahraini Premier League 2007/08                                                      |
| Mohun Bagan AC     | Ganador de la Indian Federation Cup 2008                                                              |
| Arbil              | Campeón de la Iraqi Premier League 2007/08                                                            |
| Al-Zawraa          | Subcampeón de la Iraqi Premier League 2007/08                                                         |
| Al-Wehdat SC       | Campeón de la Jordan League 2007/08                                                                   |
| Al-Faisaly         | Ganador de la Jordan FA Cup 2007/08                                                                   |
| Al-Kuwait          | Campeón de la Kuwaiti Premier League 2007/08                                                          |
| Al-Arabi           | Ganador de la Kuwait Emir Cup 2008                                                                    |
| Safa1              | Finalista de la Copa de la AFC 2008                                                                   |
| Al Ahed            | Campeón de la Lebanese Premier League 2007/08                                                         |
| Al-Mabarrah        | Ganador de la Lebanese FA Cup 2007/08                                                                 |
| Al-Oruba           | Campeón de la Omani League 2007/08                                                                    |
| Al-Suwaiq          | Ganador de la Sultan Qaboos Cup 2008                                                                  |
| Al-Karamah         | Campeón de la Syrian Premier League 2007/08 Ganador de la Syrian Cup 2007/08                          |
| Al-Majd            | Subcampeón de la Syrian Premier League 2007/08                                                        |
| Neftchi Farg'ona   | 3° lugar de la Uzbek League 2008                                                                      |
| Al-Hilal Al-Sahili | Campeón de la Yemeni League 2007/08                                                                   |
| Al-Tilal           | Ganador de la Yemeni President Cup 2007                                                               |
| Dempo              | Eliminado en el playoff de la AFC Champions League 2009                                               |

| Asia Oriental | Asia Oriental                                                                  |
| Equipo        | Clasificación                                                                  |
| ------------- | ------------------------------------------------------------------------------ |
| South China   | Campeón de la Hong Kong First Division League 2007/08                          |
| Eastern       | Ganador de la Hong Kong Senior Challenge Shield 2007                           |
| Kedah FA      | Campeón de la Super League Malaysia 2007/08 Ganador de la Malaysia FA Cup 2008 |
| Johor FC      | 3° lugar de la Super League Malaysia 2007/08                                   |
| Club Valencia | Campeón de la Dhivehi League 2008                                              |
| VB Sports     | Ganador de la Maldives FA Cup 2008                                             |
| Home United   | 3° lugar de la S.League 2008                                                   |
| Chonburi      | Subcampeón de la Thailand Premier League 2008                                  |
| Binh Duong1   | Campeón de la V-League 2008                                                    |
| Hanoi ACB     | Ganador de la Vietnamese Cup 2007/08                                           |
| PSMS Medan    | Eliminado en el playoff de la AFC Champions League 2009                        |
| PEA           | Eliminado en el playoff de la AFC Champions League 2009                        |

1 Originalmente clasificaron a la Liga de Campeones de la AFC 2009, pero fueron eliminados del torneo por no cumplir con la licencia de la AFC.

## Fase de grupos

### Grupo A
| Pos. | Equipo           | Pts. | PJ | G | E | P | GF | GC | Dif. | Clasificación |     | BUS | NEF | AHD | TIL |
| ---- | ---------------- | ---- | -- | - | - | - | -- | -- | ---- | ------------- | --- | --- | --- | --- | --- |
| 1    | Busaiteen        | 12   | 6  | 3 | 3 | 0 | 14 | 7  | +7   | Ronda final   |     |     | 2–2 | 4–2 | 3–0 |
| 2    | Neftchi Farg'ona | 11   | 6  | 3 | 2 | 1 | 12 | 9  | +3   | Ronda final   |     | 1–1 |     | 2–1 | 1–0 |
| 3    | Al Ahed          | 7    | 6  | 2 | 1 | 3 | 13 | 10 | +3   |               |     | 1–1 | 5–1 |     | 3–0 |
| 4    | Al-Tilal Aden    | 3    | 6  | 1 | 0 | 5 | 3  | 16 | −13  |               | 1–3 | 0–5 | 2–1 |     |     |

 Fuente: 

### Grupo B
| Pos. | Equipo             | Pts. | PJ | G | E | P | GF | GC | Dif. | Clasificación |     | ZAW | SAF | HIL | SUW |
| ---- | ------------------ | ---- | -- | - | - | - | -- | -- | ---- | ------------- | --- | --- | --- | --- | --- |
| 1    | Al-Zawraa          | 13   | 6  | 4 | 1 | 1 | 8  | 3  | +5   | Ronda final   |     |     | 2–1 | 2–0 | 2–0 |
| 2    | Safa               | 12   | 6  | 4 | 0 | 2 | 5  | 3  | +2   | Ronda final   |     | 1–0 |     | 0–1 | 1–0 |
| 3    | Al-Hilal Al-Sahili | 7    | 6  | 2 | 1 | 3 | 5  | 7  | −2   |               |     | 1–1 | 0–1 |     | 2–0 |
| 4    | Al-Suwaiq          | 3    | 6  | 1 | 0 | 5 | 3  | 8  | −5   |               | 0–1 | 0–1 | 3–1 |     |     |

 Fuente: 

### Grupo C
| Pos. | Equipo      | Pts. | PJ | G | E | P | GF | GC | Dif. | Clasificación |     | ARB | ARL | ORU | MAB |
| ---- | ----------- | ---- | -- | - | - | - | -- | -- | ---- | ------------- | --- | --- | --- | --- | --- |
| 1    | Al-Arabi    | 11   | 6  | 3 | 2 | 1 | 11 | 6  | +5   | Ronda final   |     |     | 2–0 | 2–0 | 4–2 |
| 2    | Arbil       | 8    | 6  | 2 | 2 | 2 | 8  | 7  | +1   | Ronda final   |     | 1–1 |     | 3–0 | 3–2 |
| 3    | Al-Oruba    | 8    | 6  | 2 | 2 | 2 | 6  | 7  | −1   |               |     | 1–1 | 1–1 |     | 3–0 |
| 4    | Al-Mabarrah | 6    | 6  | 2 | 0 | 4 | 7  | 12 | −5   |               | 2–1 | 1–0 | 0–1 |     |     |

 Fuente: 

### Grupo D
| Pos. | Equipo       | Pts. | PJ | G | E | P | GF | GC | Dif. | Clasificación |     | KUW | KAR | WAH | MOH |
| ---- | ------------ | ---- | -- | - | - | - | -- | -- | ---- | ------------- | --- | --- | --- | --- | --- |
| 1    | Al-Kuwait    | 13   | 6  | 4 | 1 | 1 | 12 | 4  | +8   | Ronda final   |     |     | 2–1 | 1–0 | 6–0 |
| 2    | Al-Karamah   | 12   | 6  | 4 | 0 | 2 | 12 | 7  | +5   | Ronda final   |     | 2–1 |     | 3–1 | 1–0 |
| 3    | Al-Wehdat SC | 10   | 6  | 3 | 1 | 2 | 12 | 7  | +5   |               |     | 1–1 | 3–1 |     | 5–0 |
| 4    | Mohun Bagan  | 0    | 6  | 0 | 0 | 6 | 1  | 19 | −18  |               | 0–1 | 0–4 | 1–2 |     |     |

 Fuente: 

### Grupo E
| Pos. | Equipo      | Pts. | PJ | G | E | P | GF | GC | Dif. | Clasificación |     | MAJ | DEM | MHQ | FAI |
| ---- | ----------- | ---- | -- | - | - | - | -- | -- | ---- | ------------- | --- | --- | --- | --- | --- |
| 1    | Al-Majd     | 13   | 6  | 4 | 1 | 1 | 12 | 9  | +3   | Ronda final   |     |     | 2–1 | 1–1 | 4–3 |
| 2    | Dempo       | 10   | 6  | 3 | 1 | 2 | 10 | 8  | +2   | Ronda final   |     | 1–0 |     | 0–1 | 3–1 |
| 3    | Al-Muharraq | 6    | 6  | 1 | 3 | 2 | 7  | 8  | −1   |               |     | 2–3 | 1–1 |     | 0–0 |
| 4    | Al-Faisaly  | 4    | 6  | 1 | 1 | 4 | 11 | 15 | −4   |               | 1–2 | 3–4 | 3–2 |     |     |

 Fuente: 

### Grupo F
| Pos. | Equipo      | Pts. | PJ | G | E | P | GF | GC | Dif. | Clasificación |     | SC  | MED | VB  | JFC |
| ---- | ----------- | ---- | -- | - | - | - | -- | -- | ---- | ------------- | --- | --- | --- | --- | --- |
| 1    | South China | 16   | 6  | 5 | 1 | 0 | 15 | 5  | +10  | Ronda final   |     |     | 3–0 | 2–1 | 2–0 |
| 2    | PSMS Medan  | 13   | 6  | 4 | 1 | 1 | 9  | 7  | +2   | Ronda final   |     | 2–2 |     | 1–0 | 3–1 |
| 3    | VB          | 4    | 6  | 1 | 1 | 4 | 5  | 7  | −2   |               |     | 1–2 | 1–2 |     | 2–0 |
| 4    | Johor FC    | 1    | 6  | 0 | 1 | 5 | 2  | 12 | −10  |               | 1–4 | 0–1 | 0–0 |     |     |

 Fuente: 

### Grupo G
| Pos. | Equipo    | Pts. | PJ | G | E | P | GF | GC | Dif. | Clasificación |     | CHO | KED | EAS | HAN |
| ---- | --------- | ---- | -- | - | - | - | -- | -- | ---- | ------------- | --- | --- | --- | --- | --- |
| 1    | Chonburi  | 15   | 6  | 5 | 0 | 1 | 17 | 4  | +13  | Ronda final   |     |     | 3–1 | 4–1 | 6–0 |
| 2    | Kedah     | 7    | 6  | 2 | 1 | 3 | 14 | 10 | +4   | Ronda final   |     | 0–1 |     | 2–0 | 7–0 |
| 3    | Eastern   | 7    | 6  | 2 | 1 | 3 | 9  | 13 | −4   |               |     | 2–1 | 3–3 |     | 3–0 |
| 4    | Hanoi ACB | 6    | 6  | 2 | 0 | 4 | 6  | 19 | −13  |               | 0–2 | 3–1 | 3–0 |     |     |

 Fuente: 

### Grupo H
| Pos. | Equipo        | Pts. | PJ | G | E | P | GF | GC | Dif. | Clasificación |     | BD  | HU  | PEA | VAL |
| ---- | ------------- | ---- | -- | - | - | - | -- | -- | ---- | ------------- | --- | --- | --- | --- | --- |
| 1    | Binh Duong    | 13   | 6  | 4 | 1 | 1 | 15 | 4  | +11  | Ronda final   |     |     | 2–0 | 1–1 | 3–0 |
| 2    | Home United   | 12   | 6  | 4 | 0 | 2 | 12 | 7  | +5   | Ronda final   |     | 2–1 |     | 3–1 | 5–1 |
| 3    | PEA           | 10   | 6  | 3 | 1 | 2 | 12 | 10 | +2   |               |     | 1–3 | 2–1 |     | 4–1 |
| 4    | Club Valencia | 0    | 6  | 0 | 0 | 6 | 3  | 21 | −18  |               | 0–5 | 0–1 | 1–3 |     |     |

 Fuente: 

## Ronda final

### Octavos de final
| Equipo 1    | Resultado            | Equipo 2         |
| Zona Oeste  | Zona Oeste           | Zona Oeste       |
| ----------- | -------------------- | ---------------- |
| Busaiteen   | 1–2 (t. s.)          | Al-Karamah       |
| Al-Zawraa   | 1–3                  | Arbil            |
| Al-Arabi    | 2–1 (t. s.)          | Safa             |
| Al-Kuwait   | 3–1                  | Dempo            |
| Al-Majd     | 0–0 (t. s.) (1-3 p.) | Neftchi Farg'ona |
| Zona Este   |                      |                  |
| South China | 4–0                  | Home United      |
| Chonburi    | 4–0                  | PSMS Medan       |
| Binh Duong  | 8–2                  | Kedah            |

### Cuartos de final
| Equipo 1         | Agr.                 | Equipo 2    | Ida | Vuelta |
| ---------------- | -------------------- | ----------- | --- | ------ |
| Al-Kuwait        | 2–1                  | Arbil       | 1–1 | 1–0    |
| Neftchi Farg'ona | 5–5 (v.)             | South China | 5–4 | 0–1    |
| Chonburi         | 2–4                  | Binh Duong  | 2–2 | 0–2    |
| Al-Karamah       | 0–0 (t. s.) (5-4 p.) | Al-Arabi    | 0–0 | 0–0    |

### Semifinales
| Equipo 1   | Agr. | Equipo 2    | Ida | Vuelta |
| ---------- | ---- | ----------- | --- | ------ |
| Al-Kuwait  | 3–1  | South China | 2–1 | 1–0    |
| Binh Duong | 2–4  | Al-Karamah  | 2–1 | 0–3    |

### Final
| 3 de noviembre de 2009 | Al-Kuwait                  | 2–1     | Al-Karamah   | Al Kuwait Sports Club Stadium, Kuwait City, Kuwait        |                                                           |
|                        | Hakem 16' · Sulaiman 90+4' | Reporte | Al Shbli 82' | Asistencia: 17 400 espectadores Árbitro(s): Masoud Moradi | Asistencia: 17 400 espectadores Árbitro(s): Masoud Moradi |

|                               |
| Bandera de Kuwait             |
| Campeón Al-Kuwait 1.er título |

## Goleadores
| Pos. | Jugador              | Club             | Total |
| ---- | -------------------- | ---------------- | ----- |
| 1    | Robert Akaruye       | Busaiteen        | 8     |
| 1    | Mohamad Hamwi        | Al-Karamah       | 8     |
| 1    | Jehad Al Hussain     | Al-Kuwait        | 8     |
| 1    | Huỳnh Kesley Alves   | Bình Duong FC    | 8     |
| 5    | Cacá                 | South China      | 7     |
| 6    | Mohamed Koné         | Chonburi         | 6     |
| 6    | Alisher Halikov      | Neftchi Farg'ona | 6     |
| 8    | Mo'ayyad Abu Keshek  | Al-Faisaly       | 5     |
| 8    | Mohd Azrul Ahmad     | Kedah            | 5     |
| 8    | Ranty Martins Soleye | Dempo            | 5     |
| 8    | Firas Al Khatib      | Al-Arabi         | 5     |
| 8    | Pipob On-Mo          | Chonburi         | 5     |
| 8    | Nguyễn Vũ Phong      | Bình Duong FC    | 5     |